# Malin Roca Ahlgren
Malin Annika Roca Ahlgren, född 7 september 1973, är en svensk författare.
Roca Ahlgren skriver barnböcker, bland annat i samarbete med Greenpeace, om neuropsykiatri och klimat. Hon har skrivit boken Coolt med ADHD, som handlar om elvaåriga Alice som har ADHD. Hon arbetar även som lektör och redaktör.